# Pilot Mound (Manitoba)
Pilot Mound is een plaats in de Canadese provincie Manitoba en bevindt zich in Pembina Valley. Pilot Mound telt ongeveer 700 inwoners. Pilot Mound is gelegen in het zuiden van Manitoba, ongeveer twee uur rijden ten zuidwesten van Winnipeg en 90 minuten rijden ten zuidoosten van Brandon.

## Bekende inwoners
- Jack Stewart, National Hockey League hall of fame (ijshockey)
- Delaney Collins, olympisch goudenmedaillewinnaar 2006 (ijshockey)